# Óscar Wirth
Óscar Raúl Wirth Lafuente (Santiago, 1955. november 5. – ) chilei válogatott labdarúgókapus.

## Pályafutása

### Klubcsapatban
Pályafutását 1976-ban az Universidad Católicában kezdte. 1979-ben a Colo-Colo csapatához szerződött, ahol egy évet töltött. 1980 és 1982 között a Cobreloa, 1982 és 1983 között az Everton játékosa volt. 1983 és 1985 között az Universidad Chilében védett. 1985-ben Németországba szerződött a Rot-Weiß Oberhausen együtteséhez. 1986-tól 1988-ig Spanyolországban a Real Valladolid kapusa volt. az 1988–89-es szezonban a kolumbiai Independiente Medellínben játszott. 1990-ben hazatért az Universidad Católicához, ahol 1993-ig védett. 1994-ben a perui Alianza Lima színeiben fejezte be a pályafutását.

### A válogatottban
1980 és 1989 között 12 alkalommal szerepelt a chilei válogatottban. Részt vett és az 1982-es világbajnokságon, de nem kapott lehetőséget egyetlen mérkőzésen sem. Tagja volt az 1979-es és az 1989-es Copa Américán szereplő válogatott keretének is.

## Sikerei
Colo-Colo
- Chilei bajnok (1): 1979

Cobreloa
- Chilei bajnok (2): 1980, 1982